# クラスノヤルスク時間
|  | UTC+2  | MSK-1 | カリーニングラード時間 (KALT) |
|  | UTC+3  | MSK   | モスクワ時間 (MSK)            |
|  | UTC+4  | MSK+1 | サマラ時間 (SAMT)             |
|  | UTC+5  | MSK+2 | エカテリンブルク時間 (YEKT)   |
|  | UTC+6  | MSK+3 | オムスク時間 (OMST)           |
|  | UTC+7  | MSK+4 | クラスノヤルスク時間 (KRAT)   |
|  | UTC+8  | MSK+5 | イルクーツク時間 (IRKT)       |
|  | UTC+9  | MSK+6 | ヤクーツク時間 (YAKT)         |
|  | UTC+10 | MSK+7 | ウラジオストク時間 (VLAT)     |
|  | UTC+11 | MSK+8 | マガダン時間 (MAGT)           |
|  | UTC+12 | MSK+9 | カムチャツカ時間 (PETT)       |

クラスノヤルスク時間（クラスノヤルスクじかん、Krasnoyarsk Time、KRAT）は、協定世界時 (UTC) を7時間進ませた標準時 (UTC+7) である。ロシア第6標準時とも呼ばれる。2011年3月27日までは冬時間が UTC+7 で、クラスノヤルスク夏時間 (Krasnoyarsk Summer Time、KRAST) が UTC+8 であったが、それまでの夏時間を通年の標準時とする形で夏時間制が廃止された。2014年10月26日からは、2011年3月27日以前の冬時間を通年の標準時とする形で UTC+7 となった。

## 採用しているロシアの地域
- クラスノヤルスク地方（セヴェルナヤ・ゼムリャ諸島を含む）
- エヴェンキ自治管区
- タイミル自治管区
- ケメロヴォ州
- トゥヴァ共和国
- ハカス共和国
- アルタイ地方
- アルタイ共和国
- トムスク州
- ノヴォシビルスク州

## 関連
- ロシア時間